# Liberta Engineering
Liberta Engineering war ein belgischer Automobilhersteller.

## Unternehmensgeschichte
Jacques D’Heur hatte Mitte der 1960er Jahre Méan Motor Engineering zur Automobilproduktion gegründet. Ende 1971 löste er das erste Unternehmen auf und gründete mit Liberta Engineering sein zweites. Der Sitz war ebenfalls in Lüttich. Der Markenname lautete Liberta. Im März 1974 kam es zur Zahlungsunfähigkeit. Bis dahin waren etwa 300 Fahrzeuge entstanden. Für das Jahr 1972 ist die Zahl von 120 Fahrzeugen überliefert.

## Fahrzeuge
Das wichtigste Modell war der Funcar. Es war ein Spaßauto im Stil eines Buggys. Angetrieben wurde das Gefährt von Vierzylindermotoren der Renault-Modelle 8, 10 und 12 sowie des Simca 1000. Die Fahrzeuge waren sowohl fertig montiert als auch als Kit Car erhältlich.
Das restliche Sortiment bestand aus einigen Modellen, die vorher Méan herstellte.